# Javacarus foliatus
Javacarus foliatus är en kvalsterart som beskrevs av Hammer 1972. Javacarus foliatus ingår i släktet Javacarus och familjen Lohmanniidae. Inga underarter finns listade i Catalogue of Life.